# Север и Юг (мини-сериал, 2004)
«Се́вер и Юг» (англ. North & South; Великобритания, 2004) — экранизация одноимённого романа Элизабет Гаскелл. Сериал был снят BBC в 2004 году в четырёх частях, которые транслировались по телевидению с ноября по декабрь того же года. Сериал вышел на DVD 11 апреля 2005 года.

## Сюжет
Фильм затрагивает жизнь девушки по имени Маргарет Хэйл, которая приехала из тихого южного городка в развивающийся промышленный город на севере Англии. Решение о переезде принял её отец, мистер Хэйл. Семья Маргарет знакомится с непривычным для них укладом жизни на севере, а также становится очевидцами жесткого обращения хозяина хлопкопрядильной фабрики с его рабочими. Маргарет вмешивается в дела успешного фабриканта, Торнтона, и видит его в совершенно новом свете. В конце концов главные герои влюбляются друг в друга.

## В ролях
- Даниэла Денби-Эш — Маргарет Хэйл
- Ричард Армитидж — Джон Торнтон
- Шинейд Кьюсак — Ханна Торнтон
- Тим Пиготт-Смит — Ричард Хэйл
- Брендан Койл — Николас Хиггинс

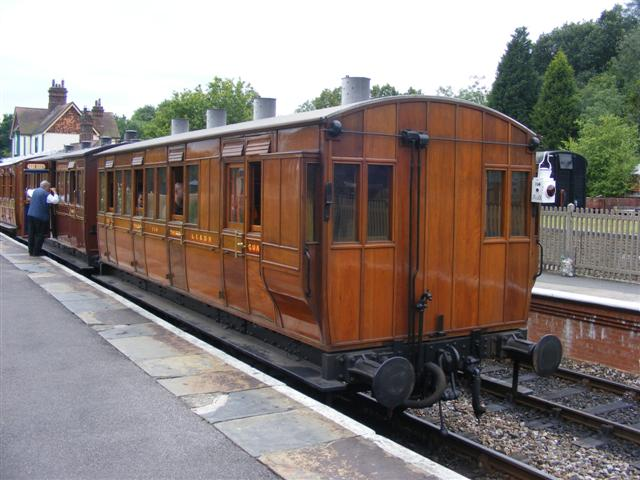
Вагон на железной дороге Bluebell Railway. В подобном вагоне проходили съемки одного из эпизодов фильма

- Анна Максвелл Мартин — Бесси Хиггинс
- Лесли Мэнвилл — Мария Хэйл
- Джо Джойнер[англ.] — Фанни Торнтон
- Руперт Эванс — Фредерик Хэйл
- Полин Кирк[англ.] — Диксон
- Брайн Протеро[англ.] — мистер Белл
- Джон Лайт[англ.] — мистер Генри Леннокс
- Эмма Фергюсон — Эдит Шоу Леннокс